# Habrotrochidae
Habrotrochidae är en familj av hjuldjur. Enligt Catalogue of Life ingår Habrotrochidae i ordningen bdelloider, klassen Eurotatoria, fylumet hjuldjur och riket djur, men enligt Dyntaxa är tillhörigheten istället klassen Bdelloidea, fylumet hjuldjur och riket djur. Enligt Catalogue of Life omfattar familjen Habrotrochidae 130 arter. 
Kladogram enligt Catalogue of Life och Dyntaxa:
| Habrotrochidae | \| \| Habrotrocha \| \| \| \| \| \| Otostephanos \| \| \| \| \| \| Scepanotrocha \| \| \| \| |
|                | \| \| Habrotrocha \| \| \| \| \| \| Otostephanos \| \| \| \| \| \| Scepanotrocha \| \| \| \| |
|                | Adinetidae                                                                                   |
|                |                                                                                              |
|                | Philodinavidae                                                                               |
|                |                                                                                              |
|                | Philodinidae                                                                                 |
|                |                                                                                              |
|                | Habrotrocha                                                                                  |
|                |                                                                                              |
|                | Otostephanos                                                                                 |
|                |                                                                                              |
|                | Scepanotrocha                                                                                |
|                |                                                                                              |

|  | Habrotrocha   |
|  |               |
|  | Otostephanos  |
|  |               |
|  | Scepanotrocha |
|  |               |

## Bildgalleri

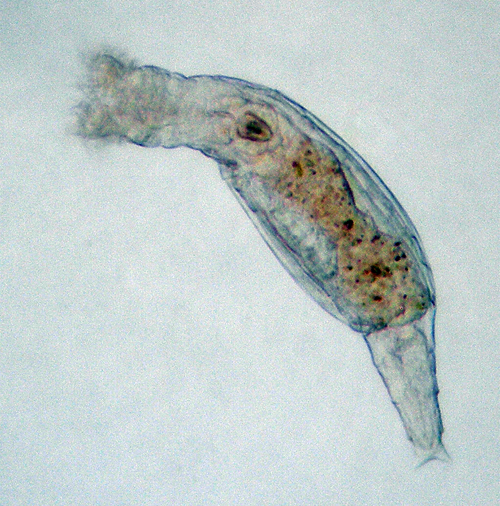